# Братське (Довжанський район)
Бра́тське — селище в Україні, у Довжанській міській громаді Довжанського району Луганської області. Населення становить 110 осіб.
Знаходиться на тимчасово окупованій території України.

## Історія
12 червня 2020 року, відповідно до Розпорядження Кабінету Міністрів України № 717-р «Про визначення адміністративних центрів та затвердження територій територіальних громад Луганської області», увійшло до складу Довжанської міської громади.
17 липня 2020 року, в результаті адміністративно-територіальної реформи та ліквідації  колишніх Довжанського (1938—2020) та Сорокинського районів, увійшло до складу новоутвореного Довжанського району.

## Населення

### Мова
Розподіл населення за рідною мовою за даними перепису 2001 року:
| Мова       | Кількість | Відсоток |
| ---------- | --------- | -------- |
| українська | 75        | 68.18%   |
| російська  | 35        | 31.82%   |
| Усього     | 110       | 100%     |

За даними перепису 2001 року населення села становило 110 осіб, з них 68,18 % зазначили рідною мову українську, а 31,82 % — російську.